# Миглакасимахи
Миглакасимахи (дарг. Мигла-кьаси-махьи, в пер. «Дубовая терраса») — село в Сергокалинском районе, Республика Дагестан. Административный центр сельского поселения «Сельсовет Миглакасимахинский».

## География
Село расположено в 26 км к юго-западу от районного центра — села Сергокала.

## Население
| 1895 | 1926 | 1939 | 1970 | 1989 | 2002 | 2010 |
| ---- | ---- | ---- | ---- | ---- | ---- | ---- |
| 375  | ↗529 | ↘407 | ↗661 | ↘373 | ↗519 | ↗537 |
| 2021 |      |      |      |      |      |      |
| ↘420 |      |      |      |      |      |      |